# Karolína Kurková
Karolína Kurková (Děčín, 28 februari 1984) is een Tsjechisch supermodel. Ze is vooral bekend als een van lingeriefabrikant Victoria's Secret's angels.

## Biografie
Karolína Kurková werd in 1984 geboren in Děčín in het toenmalige Tsjechoslowakije. Haar vader was Josef Kurka, een basketbalspeler. Toen ze 15 was stuurde een van haar vrienden foto's van haar naar een modellenbureau in Praag. Vervolgens belandde ze meteen op de catwalk en in reclamecampagnes. Om meer ervaring op te doen vertrok ze naar Milaan (Italië) waar ze een contract kreeg van Miuccia Prada. Dat was het begin van haar internationale carrière.
Eind 1999 werd Kurková's werk opgemerkt door Vogue. Ze vertrok naar New York en verscheen in februari 2001 op de cover van het modemagazine. Met haar 17 jaren was ze bij de jongste modellen ooit op die cover.
Als erkend model liep Kurková nu mee in verschillende modeshows. Ze werd opgemerkt door lingerieproducent Victoria's Secret en verscheen in november dat jaar in de televisiemodespecial van het merk. Daarop tekende Kurková ook bij onder meer Yves Saint Laurent
en verscheen ze onder andere in campagnes van Tommy Hilfiger en Valentino.
Haar harde werk werd in 2002 bekroond door Vogue met de titel model van het jaar op de VH1/Vogue Fashion Awards. Hierna tekende ze contracten bij onder meer Ralph Lauren, Óscar de la Renta, Chanel en Balenciaga. Intussen stond ze ook al meer dan 60 keer op de cover van een magazine.

### Privéleven
Kurková heeft met haar verloofde een zoon.

## Externe links

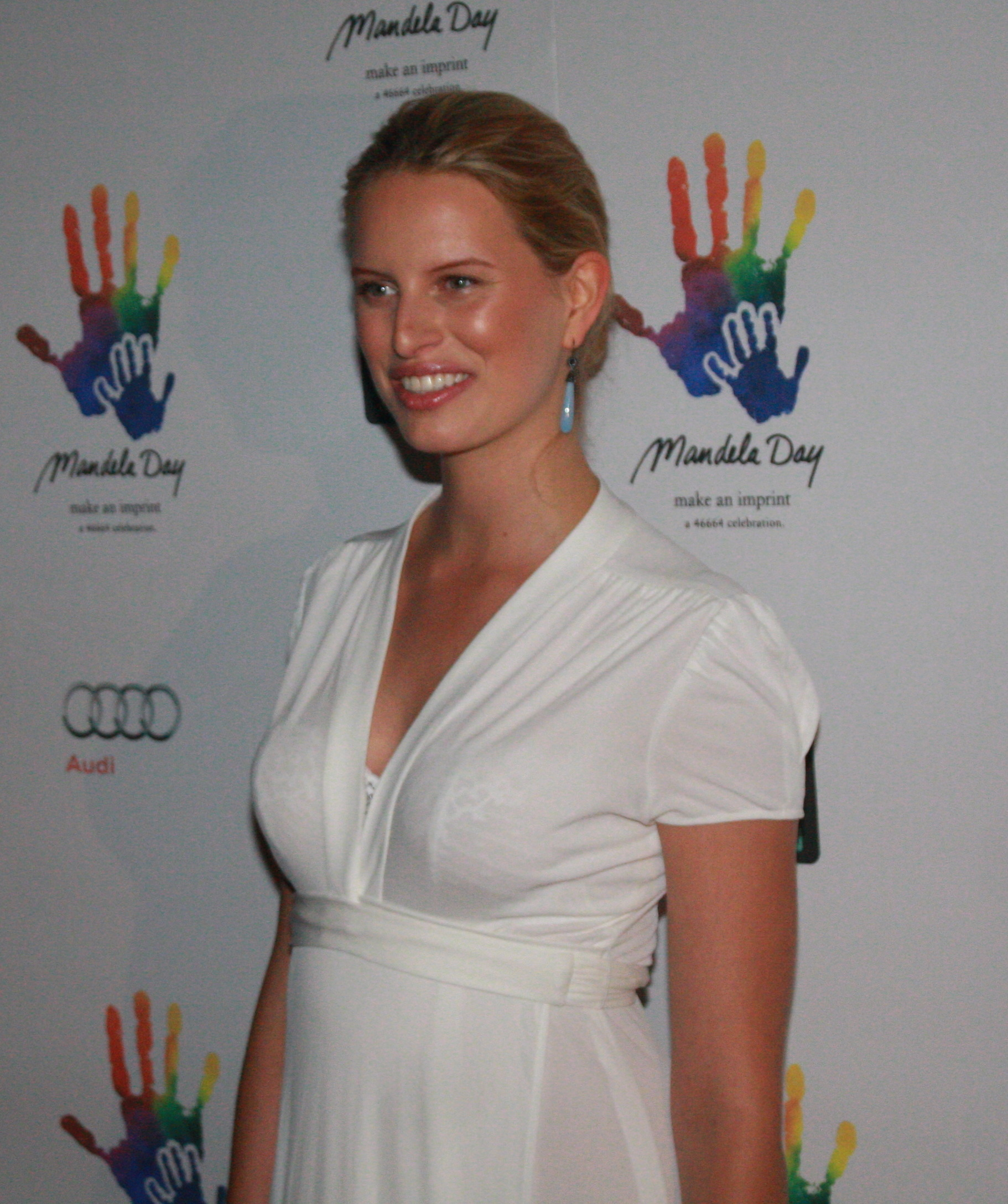
Karolina Kurkova poseert hier tijdens een gala diner ter ere van Nelson Mandela-dag